# Plinius cel Bătrân

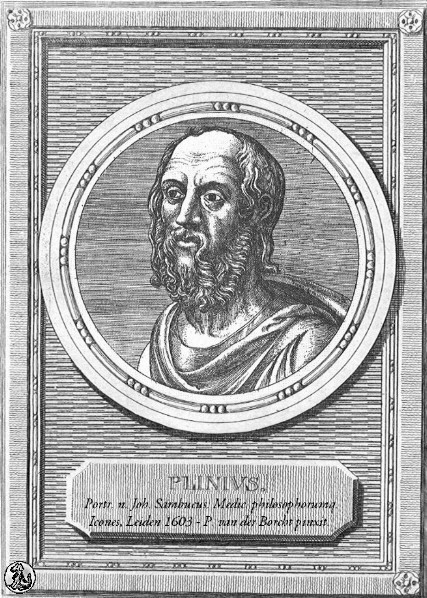
Plinius cel Bătrân, gravură imaginară de Johannes Sambucus (?), Leiden, 1603

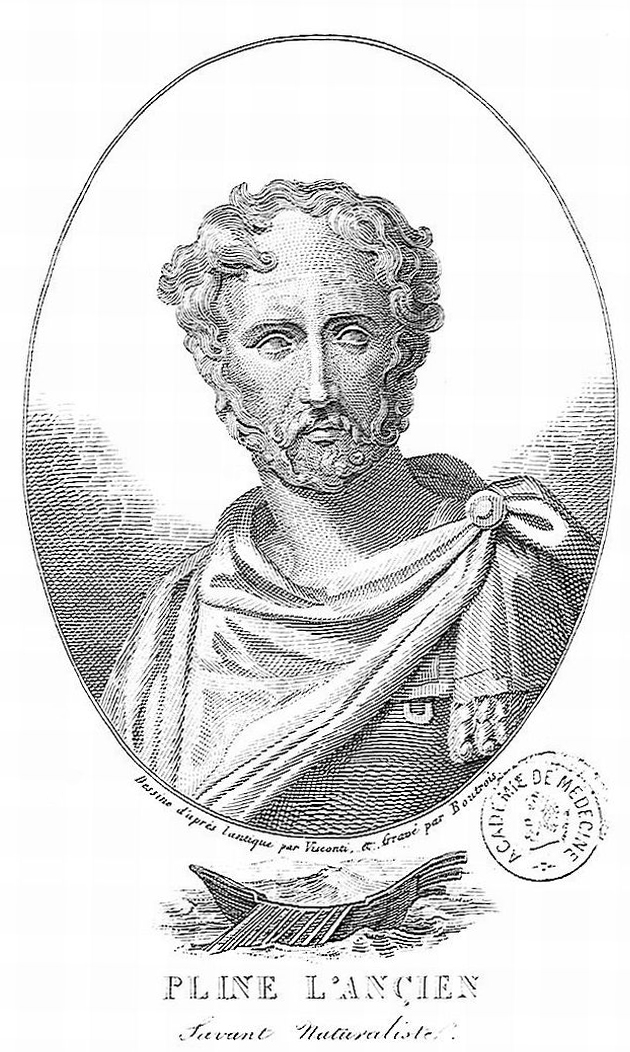
Plinius cel Bătrân, gravură imaginară din sec. XIX

Plinius sau Pliniu cel Bătrân, (în latină : Gaius Plinius Secundus, sau Plinius Maior), (n. 23, Novum Comum (Como, Italia) - d. 24 august 79, Stabies (în latină : Stabiæ). A fost un important și renumit erudit al Imperiului Roman.

## Viața și opera
Plinius, zis „cel Bătrân”, (pentru a nu fi confundat cu nepotul său, Plinius cel Tânăr senator roman și scriitor, care a descris moartea unchiului său) s-a născut în orașul Como, la malul lacului Como, într-o familie de crescători de cai. După moartea tatălui său,  Gaius Plinius Cæcilius („Chiorul”) Secundus a fost crescut de sora sa mai mare, Plinia.
Plinius face carieră în cavaleria romană, sub comanda lui Equitum, inclusiv în provincia Germania superior, fiind numit și procurator. Îi însoțește pe împărații Vespasian și Titus în campaniile militare din Germania.
Cea mai cunoscută, și singura păstrată, este opera lui Plinius despre științele naturale „Istoria Naturală” (în latină -genetiv: Naturalis Historiæ), o enciclopedie alcătuită din 37 de volume, de neprețuită valoare, ce ne transmite cunoștințele naturale, antropologice, artă, medicină, din lumea animală și vegetală, cosmologie, botanică, prelucrarea metalelor, fiziologie, zoologie și mineralogie din acea perioadă. Primele zece volume vor fi publicate după moartea sa.

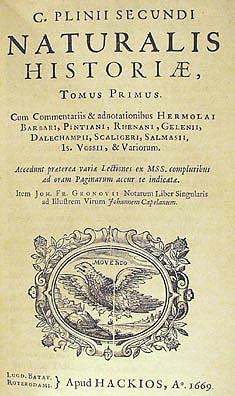
Naturalis Historiæ (în latină, genetiv), ediția din 1669

A mai descris în lucrările sale războaiele romanilor cu popoarele germanice, o prezentare a istoriei Romei în 31 de volume, continuând opera istoricului roman Basus din anul 47. Istoricul roman Tacitus a folosit mai târziu lucrările lui Plinius.

## Decesul
Plinius cel bătrân moare la erupția vulcanului Vezuviu, la data de 24 august 79 (e.n.), sufocat de gazele toxice emanate. El era atunci prefectul flotei romane în Misenum. În momentul erupției el se găsea pe puntea unui vas în estuarul orașului Pompei, împreună cu  Plinius cel Tânăr nepotul său, senator roman și în același timp scriitor, care a  relatat  moartea unchiului său. „Celor doi, aflați se pare pe o corabie, le-a fost dat să vadă de la distanță cum se cutremură Vezuviul, după care din vârful muntelui țâșnește un nor de fum gros, însoțit de o revărsare de lavă și pietre. Un râu gros de noroi fierbinte a început să îngroape cele două orașe din apropiere: Pompei și Herculaneum. Vaporii nocivi au ucis păsările din zbor și numeroase alte ființe vii. Pliniu cel Batran a decedat, sufocat de vaporii toxici, dar nepotul sau s-a salvat.”.

## Citate atribuite lui Plinius cel Bătrân
- "In vino veritas" (În vin este adevărul) din (Naturalis historia)
- "Nulla dies sine linea" (Nicio zi pierdută fără rost) din (Naturalis historia)